# Коммерсант (фильм)
«Коммерсант» — американская драма режиссёра Димитри Логофетиса. Экранизация произведения автора Луи Ларуссо. Просмотр фильма рекомендован детям старше 13 лет и совместно с родителями.

## Описание сюжета
Бизнесмен Честер Грант (Дэнни Айелло) сделает всё, чтобы совершить сделку по продаже, но он считает, что уже постарел и должен выбрать своего преемника. Вместо назначения на эту должность логичного человека (Джеймс Карен), Грант решает пригласить на ужин двух соперничающих коммерсантов, а затем уже принимать решение.

## Актёрский состав
- Дэнни Айелло — Честер Грант
- Джеймс Карен — Нед Рэнделл
- Kenneth Dowd — Палмер
- Barney Belson — член правления
- Ralph Geray — член правления
- Arlen Andelson — член правления
- Ismael Csi Ahmed — член правления
- Michael Stroka — член правления
- Danny Fried — член правления
- Marlene Willis — член правления
- Angie Echevarria — член правления
- Дон Томас — член правления
- Peggy Thomas — член правления
- Michael Colyar — коммерсант
- Mark Marrone — коммерсант
- Рик Айелло — Билли Грант
- Diane Baker — Беатриса Грант
- Джастин Бэйтмэн — Джессика Грант
- Тим Квил — Чет Грант
- Гленна Сноу — девушка, берущая автограф
- Martha Bracamotes — Марта
- Джозеф Кортес — Джон Морган
- Michael Paré — Ларри Фрид
- Nicholas Celozzi — Скип
- Майкл Лернер — врач Честера